# Africada lateral velar sonora
A africada lateral velar sonora é um tipo de som consonantal, usado em algumas línguas faladas. O símbolo no Alfabeto Fonético Internacional que representa este som é ɡʟ̝. Esta consoante existe nas línguas Laghuu, Hiw e Ekagi.

## Características
- Seu modo de articulação é africada, o que significa que é produzida primeiro interrompendo totalmente o fluxo de ar, depois permitindo o fluxo de ar através de um canal restrito no local de articulação, causando turbulência.
- Seu local de articulação é velar, o que significa que se articula com a parte posterior da língua (dorso) no palato mole.
- Sua fonação é expressa, o que significa que as cordas vocais vibram durante a articulação. É uma consoante oral, o que significa que o ar só pode escapar pela boca.
- É uma consoante lateral, o que significa que é produzida direcionando o fluxo de ar para os lados da língua, em vez de para o meio.
- O mecanismo da corrente de ar é pulmonar, o que significa que é articulado empurrando o ar apenas com os pulmões e o diafragma, como na maioria dos sons.

## Ocorrência
| Língua | Palavra                | AFI                    | Significado            | Notas                  |
| ------ | ---------------------- | ---------------------- | ---------------------- | ---------------------- |
| Laghuu | [ exemplo necessário ] | [ exemplo necessário ] | [ exemplo necessário ] | [ exemplo necessário ] |
| Hiw    | [ exemplo necessário ] | [ exemplo necessário ] | [ exemplo necessário ] | [ exemplo necessário ] |
| Ekagi  | [ exemplo necessário ] | [ exemplo necessário ] | [ exemplo necessário ] | [ exemplo necessário ] |